# Dasypeltis atra
Espèce
Dasypeltis atra est une espèce de serpents de la famille des Colubridae.

## Répartition
Cette espèce se rencontre au Burundi, en Éthiopie, au Kenya, en Ouganda, en République démocratique du Congo, au Rwanda, dans le sud du Soudan et dans le nord de la Tanzanie.

## Description
L'holotype de Dasypeltis atra mesure 94,5 cm dont 11,5 cm pour la queue.

## Étymologie
Son nom d'espèce, du latin atra, « sombre, noir », lui a été donné en référence à sa couleur.

## Publication originale
- Sternfeld, 1912 : IV. Zoologie II. Lfg. Reptilia in Schubotz, 1912 : Wissenschaftliche Ergebnisse der Deutschen Zentral-Afrika Expedition 1907-1908, unter Führung A. Friedrichs, Herzogs zu Mecklenburg. Klinkhard und Biermann, Leipzig, vol. 4, p. 197-279 (texte intégral).